# Apatetris
Apatetris là một chi bướm đêm thuộc họ Gelechiidae.